# República de Pisa
La República de Pisa va ser un estat independent de facto centrat en la ciutat toscana de Pisa des del segle xi. Va incrementar el seu poder econòmic gràcies a esdevenir un poderós centre comercial i al domini marítim que establiren els seus mercaders al mediterrani occidental. El moment de màxima esplendor econòmica el va viure durant el segle xi, però el 1284 fou derrotada per la República de Gènova a la batalla de Meloria, de la qual mai s'acabà de recuperar, una altra de les quatre històriques Repúbliques Marítimes d'Itàlia (juntament amb la República de Venècia i la República d'Amalfi).